# Inge Bauer
Inge Bauer (Dětmarovice, 24 juni 1940) is een vijfkamper uit Duitsland.
Bauer werd Oost-Duits nationaal kampioene in 1964 en 1965, en werd daar tweede in 1966 en 1968 op de vijfkamp. In 1965 werd ze ook Oost-Duits kampioene verspringen.
In 1966 won Bauer een bronzen medaille op de Europese kampioenschappen.
Op de Olympische Zomerspelen van Mexico in 1968 nam Bauer voor Oost-Duitsland deel aan het onderdeel vijfkamp. Ze eindigde op de zevende plaats.